# Даньту
Даньту́ (кит. упр. 丹徒, пиньинь Dāntú) — район городского подчинения городского округа Чжэньцзян провинции Цзянсу (КНР).

## История
После того, как на территории Китая возникло первое централизованное государство — империя Цинь — то на этих землях в 211 году до н. э. был создан уезд Гуян (谷阳县). В 210 году до н. э., когда император Цинь Шихуан отправился в поездку на восток, он повелел пробить дорогу сквозь горы Цзинсяшань, и уезд был переименован в Даньту (丹徒县). В эпоху Троецарствия он был в 234 году переименован в Уцзинь (武进县), но после объединения страны в составе империи Цзинь ему было в 282 году возвращено название Даньту. Во времена империи Суй уезд Даньту был в 589 году присоединён к уезду Яньлин. После смены империю Суй на империю Тан уезд Даньту был в 620 году создан вновь.
В 1928 году уезд Даньту был переименован в уезд Чжэньцзян (镇江县).
После того, как коммунисты во время гражданской войны в 1949 году форсировали Янцзы и приступили к освобождению от власти Гоминьдана земли на южном её берегу, для управления лежащими южнее Янцзы территориями провинции Цзянсу 27 апреля 1949 года был образован Специальный административный район Сунань. Под его юрисдикцией, в частности, был создан Специальный район Чжэньцзян (镇江专区), в состав которого вошли выделенный из уезда город Чжэньцзян и оставшийся уезд, переименованный из «Чжэньцзян» в «Даньту». В 1953 году специальные административные районы Субэй и Сунань были объединены в провинцию Цзянсу, в подчинение властям которой перешёл Специальный район Чжэньцзян.
В 1958 году власти Специального района Чжэньцзян (镇江专区) переехали из Чжэньцзяна в Чанчжоу, и Специальный район Чжэньцзян был переименован в Специальный район Чанчжоу (常州专区), в подчинение которому перешли города Чанчжоу и Чжэньцзян; уезд Даньту был присоединён к городу Чжэньцзян. В 1959 году власти специального района вернулись из Чанчжоу в Чжэньцзян, и район был переименован обратно. В 1962 году уезд Даньту был воссоздан.
В 1970 году Специальный район Чжэньцзян был переименован в Округ Чжэньцзян (镇江地区).
В марте 1983 года был расформирован округ Чжэньцзян, а вместо него образованы городские округа Чжэньцзян и Чанчжоу.
В 2002 году уезд Даньту был преобразован в район городского подчинения.

## Административное деление
Район делится на 2 уличных комитета и 6 посёлков.

## Экономика

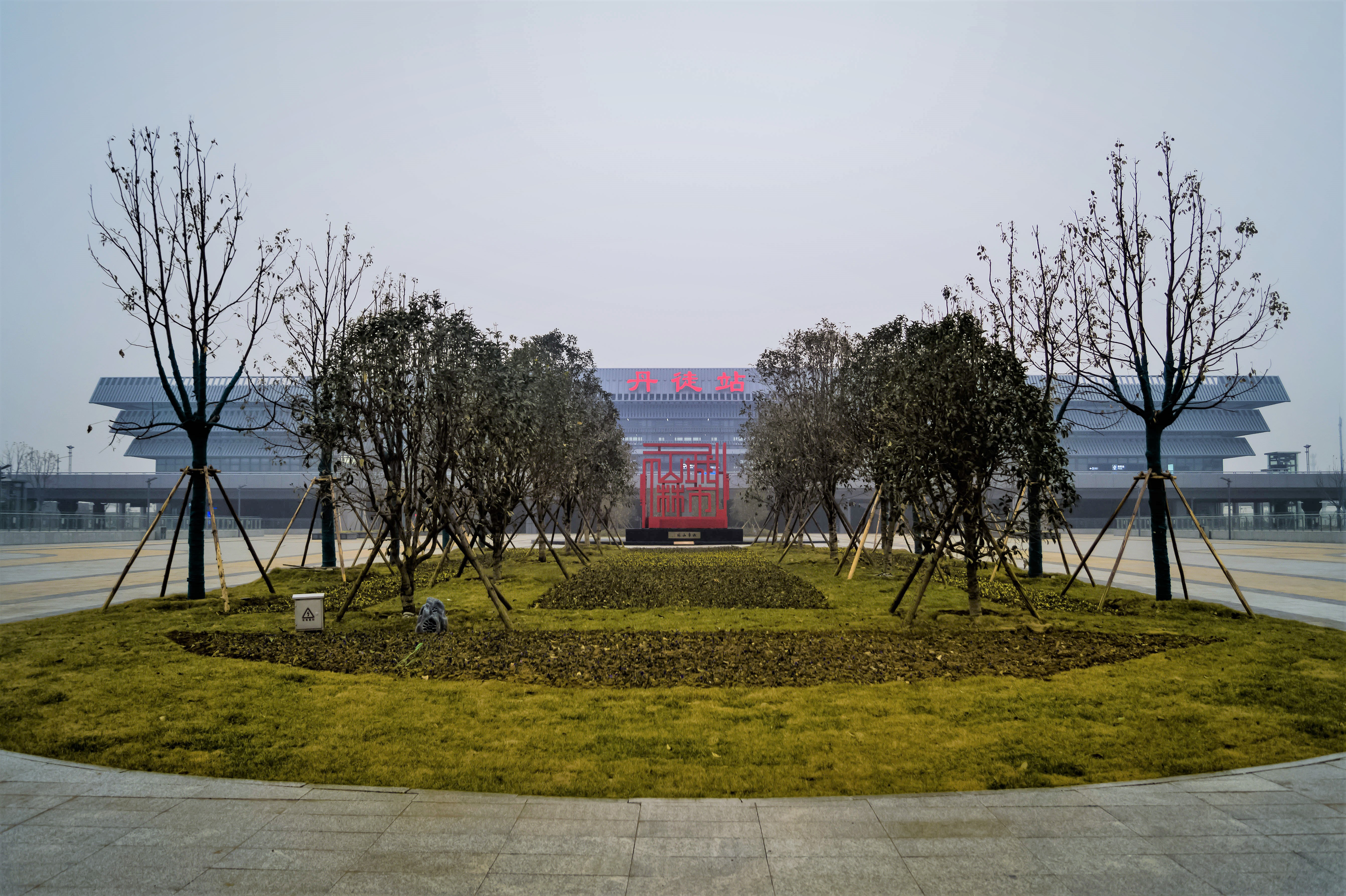
Вокзал Даньту

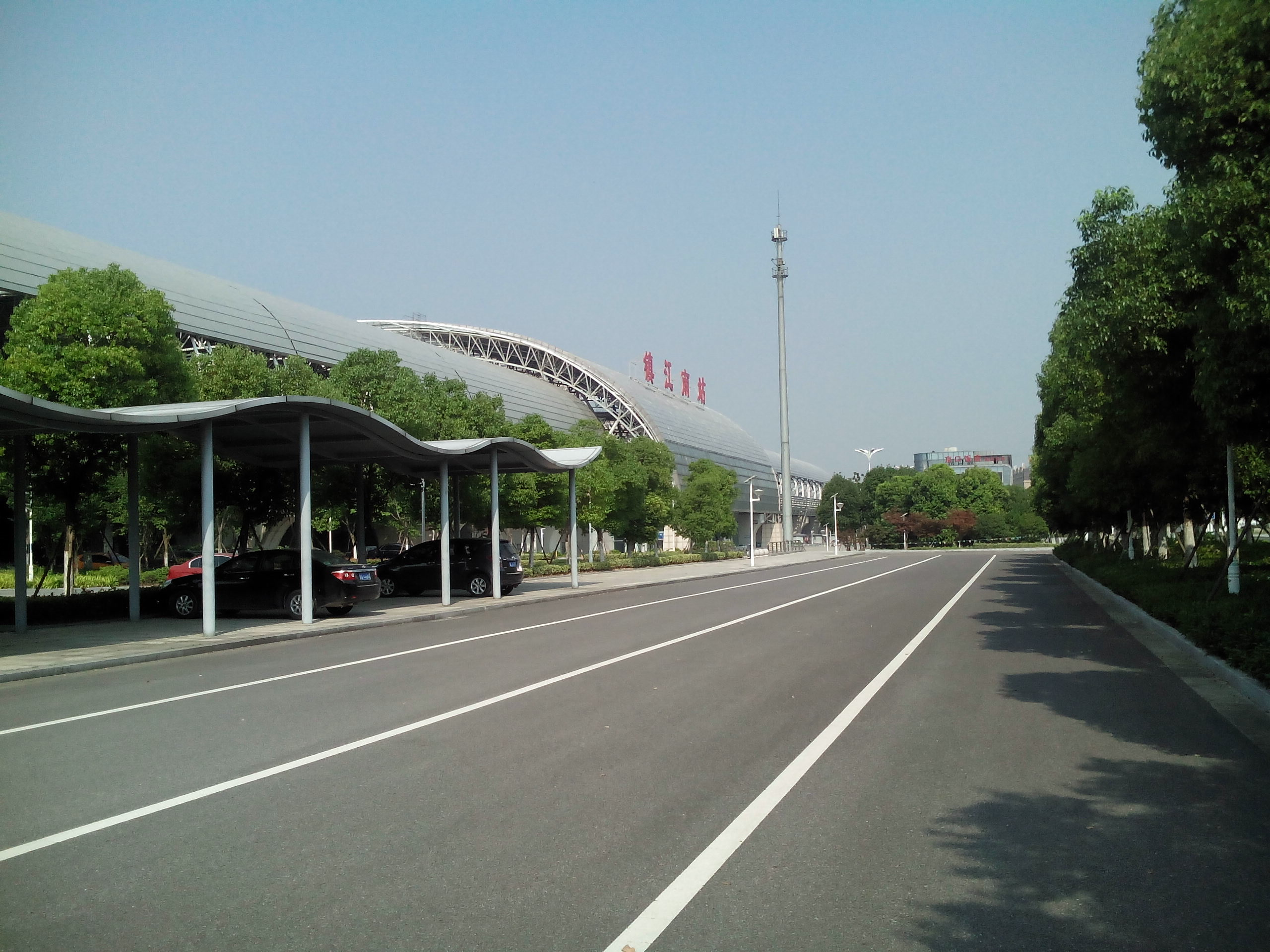
Вокзал Чжэньцзяннань

Поселок Гаоцяо (население около 30 тыс. человек) имеет статус «столицы зимних сапог» Китая. Здесь сосредоточено около 400 производителей зимней обуви и более 800 предприятий в сфере электронной торговли; в отрасли заняты более 8,3 тыс. человек. По состоянию на 2024 год Гаоцяо ежегодно поставлял на рынок свыше 15 млн пар зимних сапог, почти половина из которых экспортировалась в десятки стран мира, включая США и Германию. Общая стоимость выпускаемой продукции достигла 2,2 млрд юаней (302,93 млн долл. США), что составило более 40 % внутреннего рынка Китая; в 2023 году объем онлайн-продаж составил 900 млн юаней (123,92 млн долл. США).